# Kimberly Wyatt
Kimberly Kaye Wyatt (Warrensburg, 4 febbraio 1982) è una cantante, ballerina, coreografa, modella e personaggio televisivo statunitense.
È stata uno dei componente del noto gruppo musicale Pussycat Dolls, creato dalla coreografa Robin Antin, fin dall'inizio. Lascia il gruppo il 26 febbraio 2010 a causa della presenza di alcuni problemi all'interno della band dovuti a trattamenti di favoritismo verso Nicole Scherzinger.

## Biografia
Kimberly Wyatt è nata a Warrensburg, una piccola città vicino a Kansas City, nello Stato del Missouri.  Il padre era un camionista e la madre lavorava con lui. 
Avendo danzato dall'età di sette anni, Kimberly all'età di quattordici anni inizia a frequentare in estate una scuola di ballo a New York, il Joffrey Ballet e il Broadway Dance Center. 
Finite le superiori a diciassette anni, si reca a Las Vegas per partecipare ad un'audizione per lavorare come ballerina su una nave da crociera negli spettacoli organizzati dal casinò. 
In seguito lavora nella Royal Caribbean's Explorer of the Seas, la più grande nave da crociera del mondo.
Nel 2001, dopo aver rifiutato l'offerta della Hubbard St. Dance Co. di Chicago, e si trasferisce a Los Angeles per proseguire la sua carriera come ballerina.

## Carriera

### 2002-2010: Gli inizi e le Pussycat Dolls

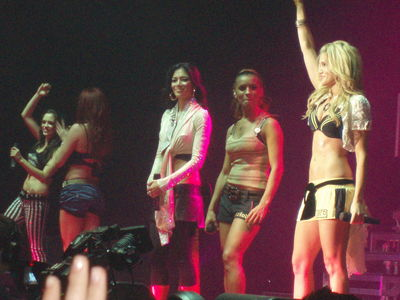
Pussycat Dolls in concerto a Böblingen, 2006

Nel 2002 ottiene il suo primo lavoro in televisione, infatti diventa una delle ballerine del programma comico Cedric The Entertainer Presents. Nel 2003 partecipa al video Shut Up dei Black Eyed Peas insieme alla futura compagna di band Carmit Bachar. Successivamente lavora come coreografa e ballerina per i video di Nick Lachey. Nel 2003 entra a far parte delle Pussycat Dolls e inizia ad esibirsi con loro nei locali di Los Angeles,  come il famoso Viper Room di Johnny Depp. Le performance erano basate su un repertorio di canzoni degli anni cinquanta e sessanta, e le ballerine si esibivano in lingerie o con costumi da pin-up. Nel 2003 la Antin con l'aiuto dei produttori discografici Jimmy Iovine e Ron Fair, decise di espandere il franchise delle Pussycat Dolls e di creare un gruppo musicale con il nome del corpo di ballo. Wyatt, insieme a Carmit Bachar, Jessica Sutta e Ashley Roberts, sono le uniche ragazze che rimangono dal corpo ballo. A loro si aggiungono Nicole Scherzinger, Melody Thornton e Kaya Jones (la quale abbandona il gruppo dopo prima l'uscita dell'album di debutto). Le Pussycat Dolls raggiunsero la formazione di sette elementi e firmarono un contratto con la Interscope Records.
L'esordio discografico avvenne nel 2004 con l'incisione del brano Sway per la colonna sonora del film Shall We Dance?. Sempre nello stesso anno, il gruppo registrò la canzone We Went as Far as We Felt Like Going che fu inserita nella colonna sonora del film d'animazione Shark Tale.
Il 13 settembre 2005, viene pubblicato il primo album, PCD; inoltre sono presenti alcuni tributi e cover di famose canzoni. L'album è un grande successo a livello mondiale: venderà oltre dieci milioni di copie, raggiungendo la prima posizione in Nuova Zelanda, la top five in paese come i Paesi Bassi e gli Usa, inoltre l'album entra nella top ten di Austria, Regno Unito, Germania, Irlanda. L'album contiene hit di grande successo, come PCD, Stickwitu e Buttons, che raggiungono le parti alte delle classifiche di molte paesi. Inoltre la band riceve la nomination ai Grammy Award nella categoria Best Pop Performance By a Duo or Group per la canzone Stickwitu.
Il 19 ottobre 2008 viene pubblicato il secondo album del gruppo, Doll Domination. Nella prima settimana di uscita l'album vende circa 79,000 copie e debutta alla posizione numero 4 della classifica americana Billboard 200. Dall'album vengono estratti singoli come When I Grow Up che negli Stati Uniti d'America raggiunge la vetta della Dance Club Songs e I Hate This Part che ottiene buon successo entrando nelle top 10 di vari paesi. Nell'aprile 2009, Scherzinger durante un'intervista con Billboard, conferma che ci sarà una ripubblicazione del loro secondo album. La nuova versione dell'album viene chiamata Doll Domination 2.0, dal quale vengono estratti due singoli: la cover in lingua inglese di Jai Ho, brano dell'artista indiano A.R. Rahman e colonna sonora del film The Millionaire, che diventa una hit mondiale e Hush Hush, versione dance dell'omonimo brano contenuto nell'edizione standard dell'album.
Il 26 febbraio Wyatt annuncia la sua uscita dalla band.

### Carriera da solista

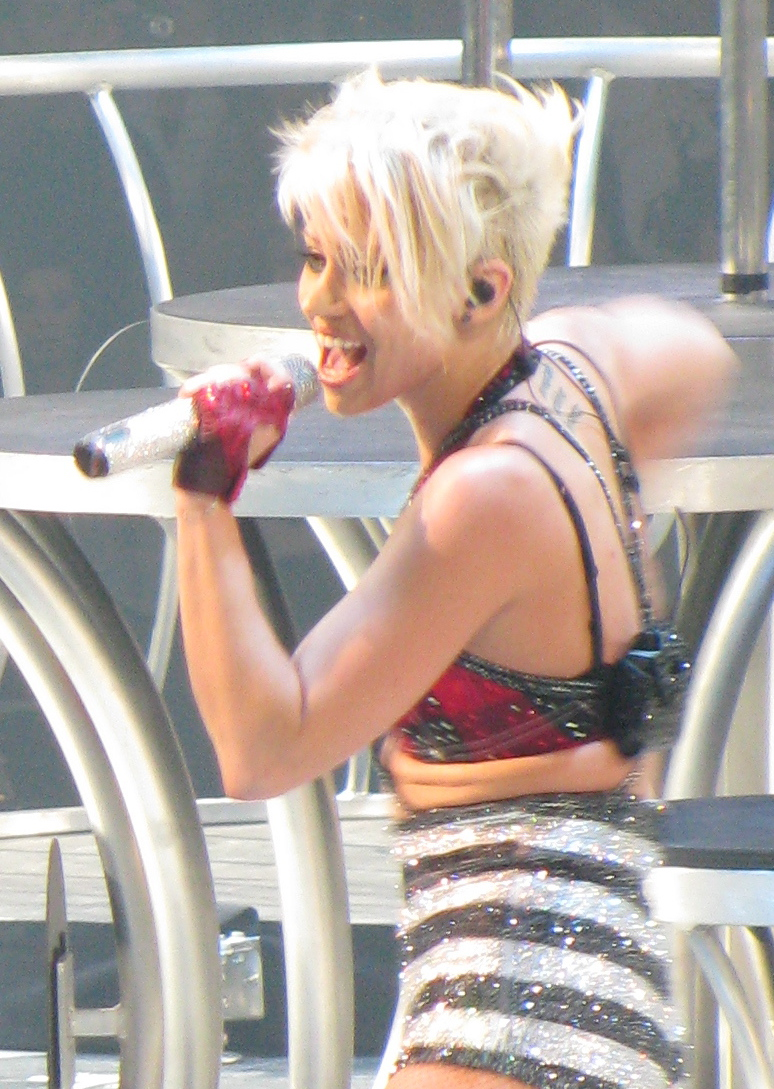

Nel 2010 inizia a lavorare al suo album di debutto, la cui uscita è prevista entro la fine dell'anno. A marzo dello stesso anno su iTunes ed Amazon.com viene pubblicata Not Just A Doll, canzone che sarà contenuta all'interno dell'album di debutto della Wyatt. Inoltre la cantante collabora con il rapper Aggro Santos all'interno di Candy, singolo di debutto del rapper.

### Altre attività
Da gennaio 2010 partecipa come giudice al programma televisivo britannico Got to Dance, dove si esibiscono talenti della danza.